# Велика награда Шпаније
Велика награда Шпаније је трка у оквиру шампионата Формуле 1.

## Историја
Прва Велика награда Шпаније одржана је 1913. године.
Та трка није вожена у оквиру данашње организације.
У оквиру ФИА прва трка је одржана 1951. године и тада је победио Хуан Мануел Фанхио.
До 1968. године трка је у оквиру ФИА шампионата одржана једино још 1954. године.
Разлог за тако дуг прекид је тешки инцидент који се 1955. године догодио у оквиру трке 24 часа Ле Мана.
Од 1968. године трка је у календару ФИА скоро сваке године, уз изузетке 1980. и 1982.-1985. године.
Трке су се возиле на различитим стазама, а од 1991. године трка се редовно одржава на стази Каталуња.

## Скорашње трке
У сезони 2008. ВН Шпаније се возила 27. априла 2008. године на стази Каталуња која се налази у малом месту Монтмело, поред Барселоне.
Титулу су освојили Финац Кими Рејкенен и тим Ферарија.
У сезони 2009. ВН Шпаније се возила 10. маја 2009. На тој трци победу су остварили Џенсон Батон и Брон ГП.
Следеће сезоне је пол позицију освојио Марк Вебер и на крају ју је и искористио и тако забележио прву победу у сезони. Други је био Фернандо Алонсо у Ферарију, а трећи Себастијан Фетел који је пред крај трке имао проблеме са кочницама.
У 2011. години је до пол позиције дошао Себастијан Фетел. Он је на крају и победио, иако је добар део трке био под великим притиском од стране Луиса Хамилтона који је завршио као други. Последње место на победничком постољу је заузео Хамилтонов тимски колега Џенсон Батон.
Трка у 2012. је прошла у знаку Вилијамса који је остварио прву победу од Велике награде Бразила 2004. Пол позицију је освојио Луис Хамилтон, али му је при повратку у бокс нестало горива па је у складу са чланом 6.6.2 спортских правила дисквалификован и померен на последњу позицију. Прво место на старту је тако преузео Пастор Малдонадо у Вилијамсу, док су иза њега били Алонсо и Рејкенен. Овакав поредак је био и на крају недељне трке, иако је Алонсо у првом делу трке преузео водећу позицију. Ово је била и прва победа у каријери за Малдонада.
Фернандо Алонсо је победио у 2013. години.
Луис Хамилтон је победио 2014. години а Нико Розберг у 2015. години, и један и други наступајући за Мерцедес.
На ВН Шпаније за сезону 2016, Maкс Верстапен је забележио прву победу у својој каријери у формули 1 и тиме постао најмлађи победник и освајач подијума у формули 1 икада. Ова два рекорда Ферштапен је успео да забележи већ на својој првој трци за Ред бул рејсинг, и тиме постао нови носилац тих рекорда, који су се до тог тренутка приписивали Себастијану Фетелу.

## Победници трка
Возачи означени подебљаним словима такмиче се у шампионату Формуле један у текућој сезони.
Ружичаста позадина означава догађај који није био део светског шампионата Формуле 1.
| Победе  | Возач             | Године победе                      |
| ------- | ----------------- | ---------------------------------- |
| 6       | Михаел Шумахер    | 1995, 1996, 2001, 2002, 2003, 2004 |
| 6       | Луис Хамилтон     | 2014, 2017, 2018, 2019, 2020, 2021 |
| 3       | Џеки Стјуарт      | 1969, 1970, 1971                   |
| 3       | Најџел Менсел     | 1987, 1991, 1992                   |
| 3       | Ален Прост        | 1988, 1990, 1993                   |
| 3       | Мика Хекинен      | 1998, 1999, 2000                   |
| 2       | Луис Широн        | 1928, 1933                         |
| 2       | Емерсон Фитипалди | 1972, 1973                         |
| 2       | Марио Андрети     | 1977, 1978                         |
| 2       | Аиртон Сена       | 1986, 1989                         |
| 2       | Кими Рејкенен     | 2005, 2008                         |
| 2       | Фернандо Алонсо   | 2006, 2013                         |
| 2       | Макс Верстапен    | 2016, 2022                         |
| Извори: |                   |                                    |